# Festungsbahn Salzburg
Festungsbahn Salzburg är en bergbana till Hohensalzburg i Salzburg i Österrike. Det är Österrikes äldsta bergbana med persontrafik. Äldst är dock den privata Reisszug från 1500-talet som transporterar gods.
Bergbanan, som går från den äldsta delen av Salzburg till borgen Hohensalzburg, är 196 meter lång och har en lutning på 62 %. De två vagnarna tar 55 passagerare vardera och resan tar omkring 50 sekunder.

## Historia
Festung Hohensalzburg, som byggdes år 1070, användes som millitärförläggning i slutet av 1800-talet, men besöktes också av allt fler turister. År 1890 byggdes en hiss längs bergväggen till Mönchsberg, ganska långt från borgen och i april 1892 började man att bygga en bergbana. Den hade två vagnar och drevs av vatten som fylldes på när vagnarna var på den översta stationen och tömdes ut när de nådde den nedersta. Vattnet hämtades från en tunnel i berget.
Bergbanan hade ett spår med tre räler, där den mittersta användes växelvis av vagnarna, samt ett mötespår. En kuggstång mellan rälsen användes för att bromsa vagnarna, som rymde 26 personer. Banan invigdes 30 juli 1892 och i maj året efter började en hästdragen spårvagn att gå till centralstationen.
På grund av vattenbehovet kunde   bergbanan inte gå på vintern och den stängdes 18 oktober 1959 för att byggas om till eldrift. De gamla rälsen ersattes med nya, två nya vagnar anskaffades och den 16 april 1960 invigdes den eldrivna bergbanan. Stationerna byggdes om på 1970-talet och 1992, samt  2011 renoverades banan och fick nya vagnar.
Idag är fackverksbron från 1892 det enda som är kvar av den ursprungliga bergbanan.

## Galleri

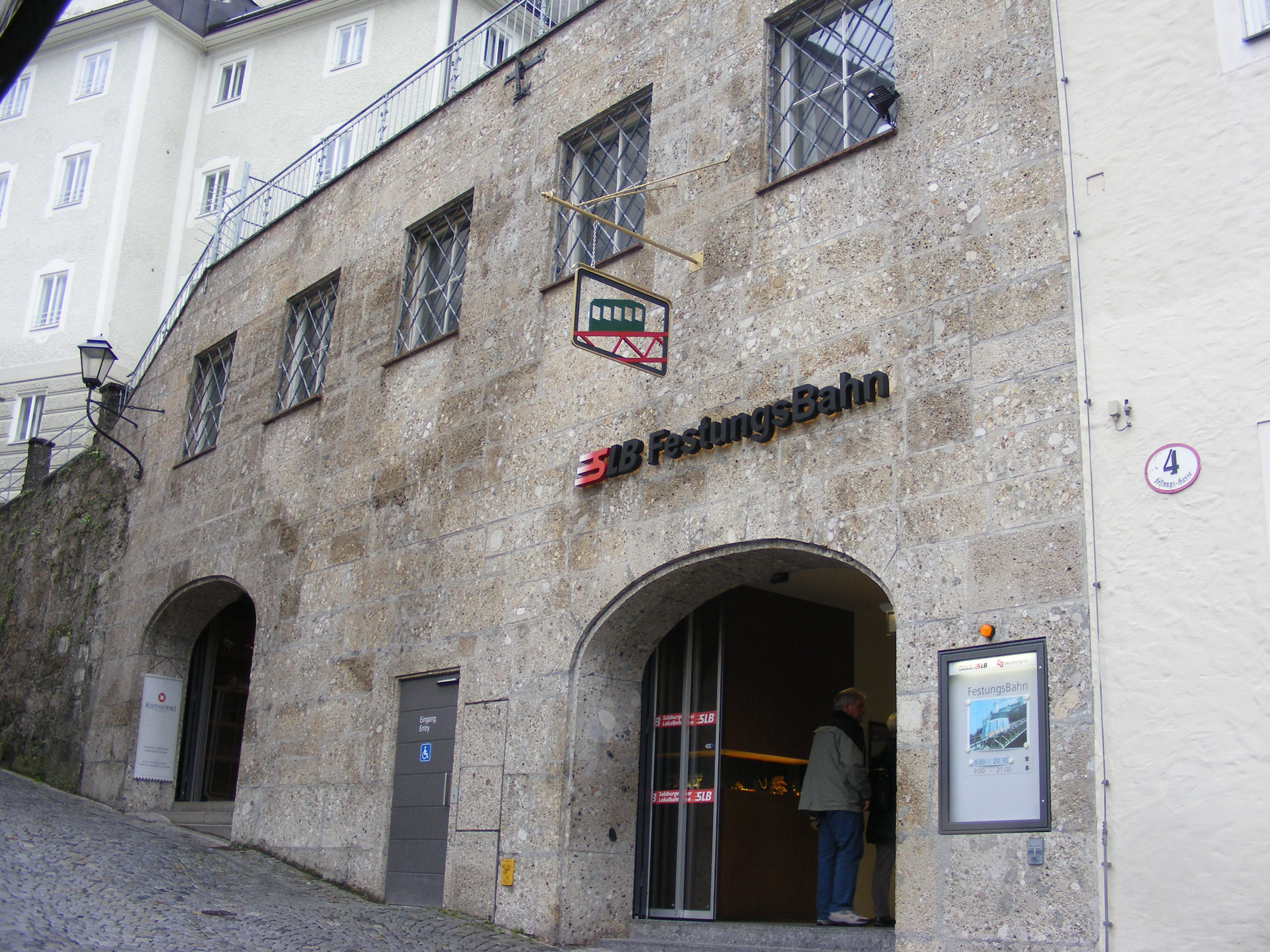
Nedre stationen.
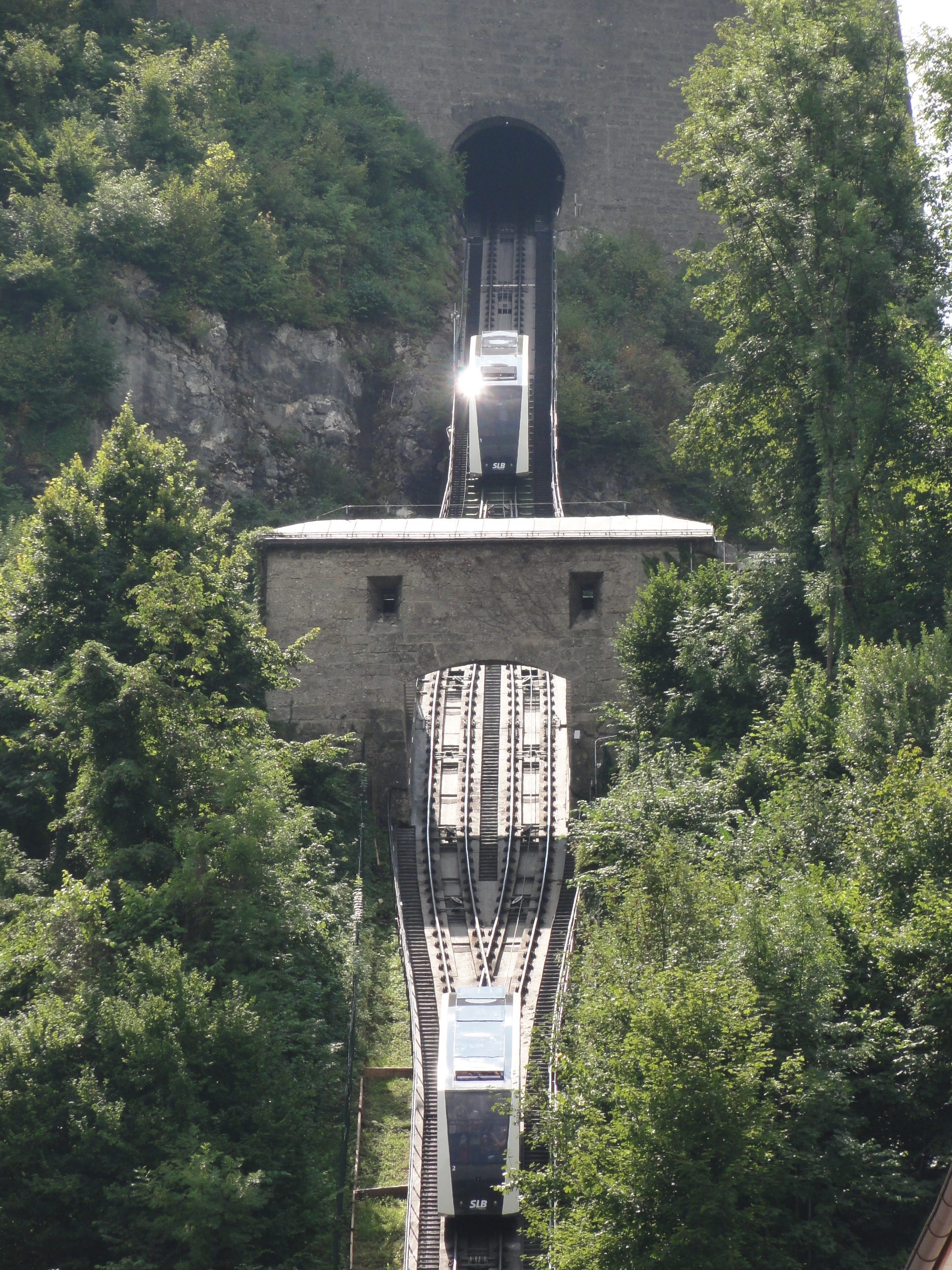
Mötesspår.
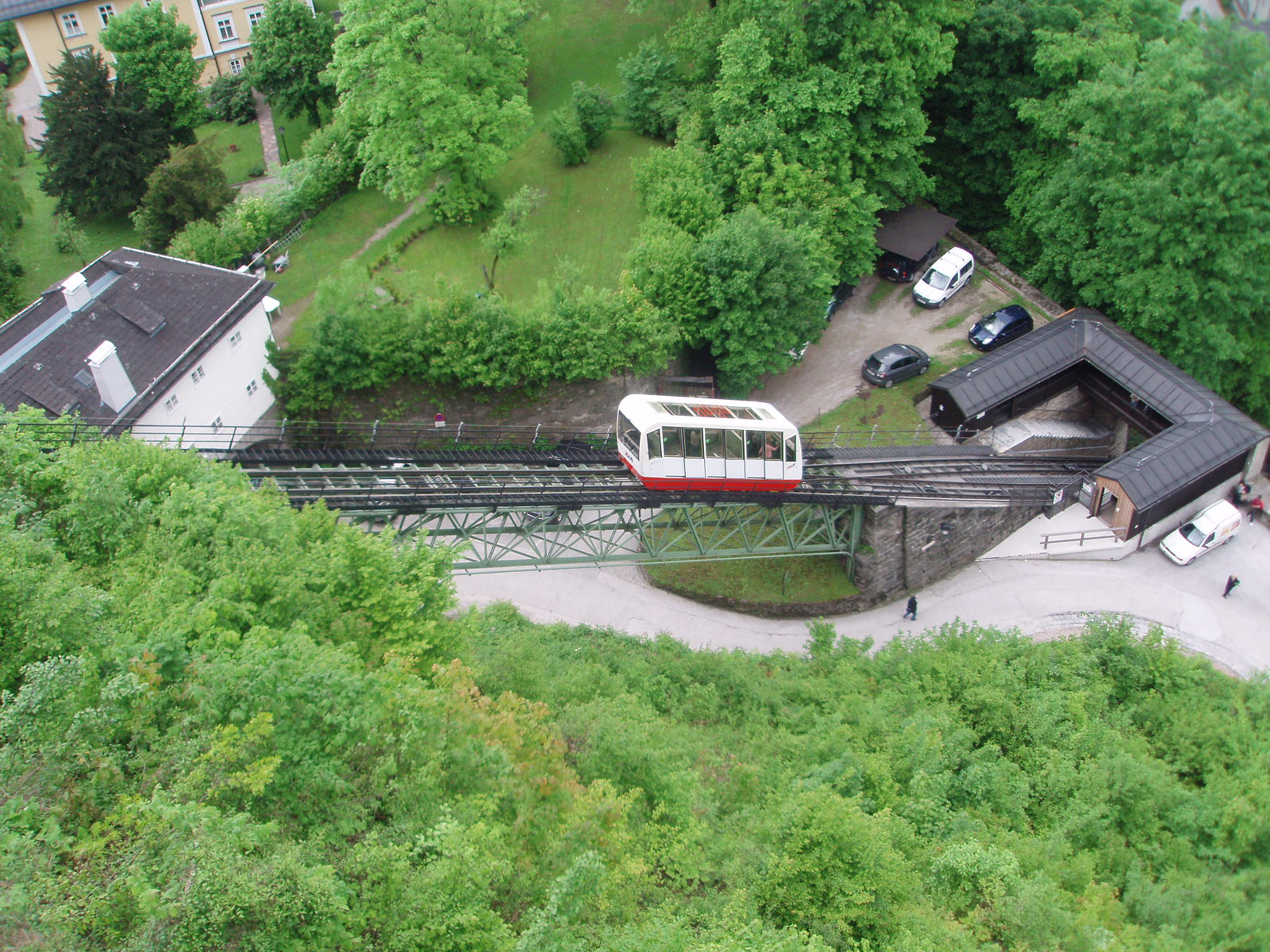
Mellanstationen med vagn av äldre modell, 2010.